# Скандий
Скандий е химичен елемент със символ Sc и атомен номер 21. Той е сребристо-бял преходен метал от d-блока, a исторически е класифициран и като редкоземен елемент, заедно с итрия и лантанидите. Открит е през 1879 г., чрез спектрален анализ на минералите евксенит и гадолинит в Скандинавия.
Скандият присъства в повечето находища на редкоземните и уранови съединения, но се извлича от тези руди, само на няколко места в света. Поради ниския добив и трудностите при отделянето му, скандият е бил извличан в много малки количества до 70-те години на миналия век. По-късно са установени полезните ефекти на скандия в сплави с други метали, като алуминия и употребата му в такива сплави става главното му приложение. Световната търговия със скандиев оксид е около 10 тона годишно.
Свойствата на скандиевите съединения са подобни на тези на алуминия и итрия. Наблюдава се диагонално сходство в свойствата на магнезий и скандий, точно както между берилия и алуминия. В химичните си съединения, проявява предимно трета степен на окисление.

## История
Менделеев предсказва съществуването на елемента ека-бор, с атомна маса 40 – 48 през 1869 г.
Ларс Фредрик Нилсон и неговият екип откриват този елемент в минералите евксенит и гадолинит, десет години по-късно. Нилсон подготвя 2 грама скандиев оксид с висока чистота. Той нарича елемента скандий от латинското Scandia – „Скандинавия“.
Чист скандий е произведен за първи път през 1937 г., чрез електролизата на евтектична смес от калиев, литиев и скандиев хлорид, при 700 – 800 °С. Производството на алуминиеви сплави започва през 1971 г., а после бива патентовано от САЩ. Алуминиево-скандиеви сплави са били разработвани и в СССР.

## Свойства

### Химични
Скандият е мек метал със сребрист външен вид. Изложен на въздух, той се окислява и придобива жълтеникав или розов оттенък. Разтваря се бавно в повечето разредени киселини. Той не реагира с азотна киселина (HNO3) (в отношение 1:1) и с 48% флуороводородна киселина (HF), вероятно поради пасивирането му. Скандиеви стружки се възпламенят във въздуха с блестящ жълт пламък, като образуват скандиев оксид (Sc2O3).

### Изотопи
В природата, скандият се среща най-вече като изотопа 45Sc, който има спин 7/2 и е единственият му стабилен изотоп. Тринадесет радиоизотопа са известни, като най-стабилният е 46Sc, който е с период на полуразпад от 83,8 дни, 47Sc – 3,35 дни, 44Sc – 4 часа и 48Sc – 43,7 часа. Всички останали радиоактивни изотопи на скандия имат период на полуразпад по-малък от 4 часа, като по-голямата част от тях са с период на полуразпад по-малко от 2 минути. Скандият има пет мета-състояния, като най-стабилното е 44mSc (t1/2 = 58,6 часа).
Изотопите на скандия са с масови числа от 36Sc до 60Sc. Основният начин на разпад, за изотопите преди 45Sc е електронен захват, а от 45Sc до 60Sc е бета-разпад. Продуктите на разпад на изотопите на скандия до 45Sc са предимно калциеви изотопи, а след 45Sc са титаниеви изотопи.

### Наличие
В земната кора, скандият не е от рядкосрещаните елементи, въпреки името на групата в която е. Количествата варират от 18 до 25 ppm, което е сравнимо с наличността на кобалта (20 – 30 ppm). Скандият е 50-ият най-често срещан елемент на Земята (35-и в земната кора) и е 23-тият най-често срещан елемент в Слънцето. Скандият обаче се разпределя по малко и в много минерали. Редките минерали от Скандинавия и Мадагаскар, като тортвейтит, евксенит и гадолинит са единствените известни по-концентрирани минерали, съдържащи този елемент. Тортвейтитът може да съдържа до 45% скандий под формата на скандиев(III) оксид.
Стабилната форма на скандия се създава в суперновите, чрез R-процеса.

## Съединения
Скандият почти винаги е под формата на тривалентния йон Sc3+. Радиусите на М3+ йоните в таблицата по-долу показват, че химичните свойства на скандиевите йони имат повече общо с итриевите и лантанидните йони, отколкото с алуминиевите йони. Заради това си сходство, скандият често се класифицира като елемент, наподобяващ лантанидите.
| Al   | Sc   | Y    | La    | Lu   |
| 53,5 | 74,5 | 90,0 | 103,2 | 86,1 |

### Оксиди и хидроксиди
Оксидът Sc2O3 и хидроксидът Sc(ОН)3 са амфотерни:
{\displaystyle {\ce {Sc(OH)3 + 3OH- -> [Sc(OH)6]^3-}}}
{\displaystyle {\ce {Sc(OH)3 + 3H^+ + 3H2O -> [Sc(H2O)6]^3+}}}
Формите α- и γ-скандиев оксохидроксид (ScO(OH)) са изоструктурни на алуминиевия оксохидроксид. Разтворите на Sc3+ във вода са киселинни поради хидролизата му.

### Халиди и псевдохалиди
Халогенидите ScX3, където X = Cl, Br, I, са разтворими във вода, а ScF3 е неразтворим. Във всичките четири халида, скандият е с координационно число – 6. Халидите му са Люисови киселини. Например, ScF3 се разтваря в разтвор съдържащ излишък от флуоридни йони, до получаване на комплекса [ScF6]3-. Координационното число 6 е типично за Sc(III). При по-големитете йони Y3+, La3+ и Lu3+, координационните числа 8 и 9 са често срещани. Скандиевият(III) трифлат, понякога се използва като Люисова киселина в органичната химия.

### Органични съединения
Скандият образува множество органометални съединения, под формата на циклопентадиенилови лиганди (Ср), като в това отношение силно наподобява лантанидите. Такъв е димерът [ScCp2Cl]2 и производните на пентаметилциклопентадиенил– лигандите.

### Съединения с ниски степени на окисление
Съединения, които имат степен на окисление, различни от 3, са редки, но наблюдавани. Синьо-черното съединение цезиево-скандиев хлорид (CsScCl3) е едно от най-простите. Този материал оформя листоподобна структура, която показва удълженото свързване между центровете на скандиевите(II) йони. Скандиевите бориди и карбиди са нестехиометрични, както е характерно и за съседните елементи.
По-ниски степени на окисление (2, 1) също са наблюдавани и в органоскандиевите съединения.

## Получаване
Световното производство на скандий е от порядъка на 10 тона годишно, под формата на скандиев оксид. Търсенето е с около 50% повече, и както производството, така и търсенето продължават да се увеличават. През 2003 г. само на три места са произвеждали скандий – урановите и железни мини в Жолтие води, Украйна, мините за редкоземни метали в Баян Обо, Китай и мините за апатит на полуостров Кола, Русия. Оттогава насам, доста други държави са изградили съоръжения за производство на скандий. В повечето случаи, скандият е страничен продукт при извличането на други елементи и се продава като скандиев оксид.
За да се получи чист скандий, оксидът се превръща в скандиев флуорид, който се редуцира с калций.
В Мадагаскар и в Норвегия се срещат минералите с високо съдържание на скандий – тортвейтит (Sc·Y)2(Si2O7) и колбекит ScPO4·2H2O, но те не се използват.
Поради липсата на надеждно, сигурно, стабилно и дългосрочно производство на скандий, има ограничени търговски приложения за него. Въпреки ниското ниво на употреба, скандият има значителни предимства. Особено обещаващо е подсилването на алуминиевите сплави с до около 0,5% скандий. Стандартизираният, със скандий, цирконий се радва на нарастващо пазарно търсене, за използване като високоефективен електролит в горивните клетки с твърди оксиди.

## Употреба
Добавянето на скандия към алуминий, подобрява издръжливостта в зоната на загряване на заварените алуминиеви компоненти. Въпреки това, титановите сплави, които са сходни в лекота и сила, са по-евтини и много по-широко използвани.
Сплавта Al20Li20Mg10Sc20Ti30 е толкова силна, колкото е титана, лека като алуминий и твърда като керамика.
Основното приложение на скандий, в отношение тегло, е в алуминиево-скандиевите сплави, за части, използвани в космическата индустрия. Тези сплави съдържат между 0,1 % и 0,5 % скандий. Те са били използвани при производството на руските военни самолети – МиГ-21 и МиГ-29.
Някои елементи за спортно оборудване, които разчитат на висококачествени материали, са направени от скандиево-алуминиеви сплави, включително бейзболни бухалки и велосипедни рамки и части.
В денталната медицина се използва ербиево-хромен лазер с добавен итриево-скандиево-галиев гранат (ErCr:YSGG) при лечението на кариеси и в ендодонтията.
Първите скандиево-халогенни лампи са патентовани от „Дженерал Илектрик“ и първоначално са произвеждани в САЩ, въпреки че сега се произвеждат във всички големи индустриализирани страни. Един тип метало-халогенна лампа, подобна на лампата с живачен изпарител, е направена от скандиев йодид и натриев йодид. Тази лампа е източник на бяла светлина с висок индекс на цветопредаване, който наподобява слънчевата светлина и позволява добро възпроизвеждане на цветовете на видеокамерите.
Радиоактивният изотоп, 46Sc се използва в нефтени рафинерии като проследяващ агент. Скандиевият трифлат е каталитична киселина на Люис, използвана в органичната химия.

## Биологична роля
Скандият се счита за нетоксичен, макар че не е направено обстойно изследване на скандиевите съединения върху животни. Средната летална доза на скандиев(III) хлорид за плъхове, се смята че е около 4 мг/кг при директно инжектиране, и 755 мг/кг при орален прием. Според тези резултати, съединенията на скандия се смятат за умерено-токсични.